# Mario Schneider
Pour les articles homonymes, voir Schneider.
Mario Schneider (né le 5 mai 1970 à Neindorf) est un réalisateur documentariste et compositeur de musique de film allemand.

## Biographie
Mario Schneider naît dans la Magdeburger Börde, il grandit à Helbra. De 1986 à 1989, il suit une formation professionnelle en tant que métallurgiste jusqu'à l'abitur chez Mansfeld.
À partir de 1992, il étudie la musicologie, la philosophie et l'histoire de l'art à Halle-sur-Saale, puis la composition et les études de piano à l'École supérieure de musique et de théâtre Felix Mendelssohn Bartholdy de Leipzig de 1994 à 1997. En 1998, Mario Schneider se rend à Munich pour étudier d'une part la composition de musique de film au conservatoire, d'autre part à travailler au Red Deer Studio auprès de Harold Faltermeyer. Pendant ce temps, l'artiste prend déjà des commandes de composition plus importantes, par exemple pour des épisodes de la série Der König von St. Pauli et Die Pfefferkörner de 1999 à 2018.
Après avoir obtenu son diplôme de compositeur de films et son retour à Halle, il fonde la société de production cinématographique 42film GmbH et commence à travailler comme réalisateur de fictions et de documentaires. Schneider attire l'attention avec une série de documentaires, en particulier, les films de la trilogie MansFeld (2005, 2008 et 2013).
En 2014, son premier livre, Die Frau des schönen Mannes, est une compilation de nouvelles. Tourist avec des photographies et trois histoires est présenté au printemps 2020.

## Filmographie

### En tant que réalisateur
- 2005 : Helbra, documentaire, 70 min.
- 2007 : Der letzte Gast, documentaire, 65 min.
- 2008 : Heinz et Fred, documentaire, 80 min.
- 2009 : Das zweite Geschenk, court métrage (fiction), 15 min.
- 2013 : MansFeld, documentaire, 98 min.
- 2015 : Akt, documentaire, 100 min.
- 2019 : Uta, documentaire, 86 min.

### En tant que compositeur
- 1998 : Der König von St. Pauli (série télévisée, 6 épisodes)
- 1999 : Typisch Ed! (TV)
- 1999 : Die Pfefferkörner (de) (série télévisée, 169 épisodes)
- 2000 : Der Weihnachtswolf (TV)
- 2000 : Vampirwind (court métrage)
- 2001 : Der Mistkerl (de)
- 2002 : Mask under Mask
- 2003 : Die Hollies (de)
- 2005-2007 : 4 gegen Z (série télévisée, 39 épisodes)
- 2006 : Unrequited Love
- 2006-2009 : Krimi.de (série télévisée, 4 épisodes)
- 2007 : Le Piège
- 2007 : Heinz et Fred
- 2009 : Appelsinpiken (no)
- 2009 : Das zweite Geschenk
- 2010 : Zena sa slomljenim nosem
- 2010 : Dorfliebe (TV, documentaire)
- 2013 : Circles
- 2013 : MansFeld
- 2015 : Dosieto Petrov
- 2015 : Naked Beauty (documentaire)
- 2016 : Leopard, Seebär & Co. (série télévisée documentaire, 44 épisodes)
- 2017 : Détectives en herbe (de)
- 2018 : Der Besuch (court métrage)
- 2019 : Uta
- 2019-2020 : Die Tierärzte - Retter mit Herz (série télévisée documentaire, 34 épisodes)
- 2020 : Le Père
- 2020 : Die Pfefferkörner und der Schatz der Tiefsee (de)
- 2021 : Le Rapport Auschwitz (The Auschwitz Report)